# Prognathodes obliquus
Prognathodes obliquus é uma espécie de peixe da família Chaetodontidae.
É endémica do Brasil.